# Tomicus destruens
Tomicus destruens là một loài côn trùng trong họ Curculionidae. Loài này được Wollaston miêu tả khoa học đầu tiên năm 1857.
Đây là loài gây hại của các cây trong chi Pinus, phát triển phổ biến ở Síp.